# دهستان پس‌کلوت
دهستان پس کلوت، دهستانی در بخش مرکزی شهرستان گناباد است. این دهستان، بر اساس سرشماری سال ۱۳۸۵، تقریبا هشت هزار و هشت صد نفر جمعیت دارد. این دهستان شامل ۲۳ روستا و آبادی کوچک و بزرگ می‌شود که مهمترین آنها به ترتیب حروف الفبا عبارتند از: اروک, بیمرغ، حاجی آباد، روشناوند، شوراب، کلاته خان، گیسور و نوده پشنگ.